# Acritosoma elongatum
Acritosoma elongatum är en skalbaggsart som beskrevs av James Pakaluk och Stanislaw Adam Ślipiński 1995. Acritosoma elongatum ingår i släktet Acritosoma och familjen svampbaggar. Inga underarter finns listade i Catalogue of Life.